# Torrefarrera
Torrefarrera és un municipi de la comarca del Segrià.

## Història
Torrefarrera és un municipi situat al centre de la comarca del Segrià, de 4.702 habitants, que ocupa una extensió de 23,5 km². Manté contacte amb altres termes municipals de Lleida com Torre-Serona, Rosselló i Benavent de Segrià.
L'origen del topònim del poble sembla provenir de la torre fortalesa que estava situada a l'actual nucli antic del poble, que està documentat des de l'any 1177. Tot i això, existeixen dues històries per explicar l'origen del municipi.
La primera indica que és un dels molts conreus ocupats pel repoblador Ferrer i el seu fill Pere Ferrer. La segona versió afirma que es deu a donacions a repobladors per la canònica de Lleida i el bisbe Guillem Pere de Ravidats realitzades entre els anys 1168 i 1185. Sigui quina sigui la veritable història, segons el Llibre verd, el lloc ja estava repoblat per 13 famílies que feren una concessió de censal a l'església del poble, dedicada a la Santa Creu fins avui dia.
Durant el segle XVII, una sèrie d'adversitats quasi acaben amb el poble, com la Guerra dels Segadors, epidèmies i males collites. Després es va instaurar un període de pau fins a la invasió napoleònica, on Torrefarrera esdevingué camp de batalla i l'economia es va desestabilitzar.
Actualment, Torrefarrera gaudeix d’un eix de comunicació molt important, l'autovia A2 i la N-230 que l’uneix amb altres municipis com: Rosselló, Alguaire, Almenar, Alfarràs i que porta fins a Vielha. Els sectors primaris, és a dir, la ramaderia i l'agricultura, segueixen sent rellevants pel municipi. El sector serveis està molt desenvolupat així i com el sector industrial gràcies al polígon municipal.

## Geografia
- Llista de topònims de Torrefarrera (orografia: muntanyes, serres, collades, indrets...; hidrografia: rius, fonts...; edificis: cases, masies, esglésies, etc.).

| Entitat de població | Habitants (2023) |
| Torrefarrera        | 4.650            |
| el Pla de la Pona   | 59               |
| Salats              | 49               |
| Malpartit           | 37               |
| Tossal              | 33               |
| la Raconada         | 12               |
| Corxat              | 7                |
| les Comes           | 5                |
| Font: Idescat       |                  |

## Fills i filles il·lustres
- Pau Boix i Rull (1847-1907): delegat de la Unió Catalanista a l'Assemblea de Manresa (1892)
- Antoni Palau i Vila. Futbolista

## Demografia
| 1497 f | 1515 f | 1553 f | 1717 | 1787 | 1857 | 1877 | 1887 | 1900 | 1910 |
| ------ | ------ | ------ | ---- | ---- | ---- | ---- | ---- | ---- | ---- |
| 29     | 39     | 39     | 62   | 417  | 836  | 805  | 807  | 795  | 898  |

| 1920 | 1930  | 1940  | 1950  | 1960  | 1970  | 1981  | 1990  | 1992  | 1994  |
| ---- | ----- | ----- | ----- | ----- | ----- | ----- | ----- | ----- | ----- |
| 944  | 1.141 | 1.199 | 1.257 | 1.480 | 1.485 | 1.499 | 1.447 | 1.526 | 1.526 |

| 1996  | 1998  | 2000  | 2002  | 2004  | 2006  | 2008  | 2010  | 2012  | 2014  |
| ----- | ----- | ----- | ----- | ----- | ----- | ----- | ----- | ----- | ----- |
| 1.593 | 1.609 | 1.734 | 2.012 | 2.203 | 3.051 | 3.697 | 4.151 | 4.341 | 4.512 |

| 2016 | 2018  | 2020  | 2022  | 2024  | 2026 | 2028 | 2030 | 2032 | 2034 |
| ---- | ----- | ----- | ----- | ----- | ---- | ---- | ---- | ---- | ---- |
| -    | 4.630 | 4.694 | 4.730 | 4.861 | -    | -    | -    | -    | -    |